# José de Castro
José Augusto Soares Ribeiro de Castro (Guarda, 7 aprile 1868 – Lisbona, 31 luglio 1929) è stato un giornalista, avvocato e politico portoghese.
Fu per breve tempo Primo ministro del Portogallo e in varie occasioni ministro.

## Biografia
José de Castro si laureò in Legge all'Università di Coimbra ed esercitò la professione di avvocato nella sua città natale, Guarda e a Lisbona. Fu massone, membro del Grande Oriente Lusitano. All'inizio fu monarchico, ma nel 1881 si unì al Partito Repubblicano Portoghese. Fu, oltre che giornalista, anche editore di alcuni giornali vicini al Partito Repubblicano. Nel 1915, fu nominato Primo Ministro dopo la politica fallimentare del generale Joaquim Pimenta de Castro.